# Japon aux Jeux olympiques d'hiver de 1984
Le Japon est représenté par 39 athlètes aux Jeux olympiques d'hiver de 1984 à Sarajevo.

## Médailles

### Argent
- Yoshihiro Kitazawa en 500 m homme (Patinage de vitesse)